# Ороджолари
Ороджолари (груз. ოროჯოლარი, арм. Օրոջալար) — село в Грузии, на территории Ниноцминдского муниципалитета края (мхаре) Самцхе-Джавахети.

## География
Село находится в южной части Грузии, в пределах Ахалкалакского плоскогорья, на левом берегу реки Паравани, на расстоянии приблизительно 3 километров (по прямой) к северо-востоку от города Ниноцминда, административного центра муниципалитета. Абсолютная высота — 1878 метров над уровнем моря.

## Население
По результатам официальной переписи населения 2014 года, в Ороджолари проживало 763 человека (375 мужчин и 388 женщин). В национальной структуре населения армяне составляли 99,3 %, грузины — 0,5 %, русские — 0,2 %.
| Год  | Население, человек |
| ---- | ------------------ |
| 2002 | 1406               |
| 2014 | ↘ 763              |